# Shay Logan
Shay Logan, né le 29 janvier 1988 à Wythenshawe, quartier banlieue de la ville de Manchester (Angleterre), est un footballeur anglais, qui évolue au poste de défenseur.

## Biographie
En janvier 2014, il rejoint l'équipe écossaise d'Aberdeen. Avec ce club, il remporte la Coupe de la Ligue écossaise en 2014, puis participe à la Ligue Europa.

## Palmarès

### En club
- Vainqueur de la Coupe de la Ligue écossaise en 2014 avec Aberdeen
- Vice-champion du Championnat d'Écosse en 2016 avec Aberdeen
- Finaliste de la Coupe de la Ligue écossaise en 2016 et 2018 avec Aberdeen
- Finaliste de Coupe d'Écosse en 2017 avec Aberdeen

### Distinctions personnelles
- Membre de l'équipe-type de la Scottish Premier League en 2015,2016 et 2017